# Aljechins forsvar
Aljechins forsvar er betegnelsen på en trækfølge ved starten af et spil skak, der er karakteriseret ved 
1. e4 Sf6
Dette svar på 1. e4, der provokerer hvid til at jage springeren, var prøvet før, men først verdensmester Aljechin (1892-1946) gjorde åbningen populær ved at demonstrere sorts ressourcer i praktisk skak.
Hvids mest aggressive variant er nok 
2. e5 Sd5 3. d4 d6 4. c4 Sb6 5. f4
hvor hvid etablerer et vældigt bondecentrum ved at jage den provokerende springer. Men de fremskudte bønder kan vise sig at være et tveægget sværd, for ofte får sort held til at angribe dem.
| Skak | Spire Denne skakrelaterede artikel er en spire som bør udbygges. Du er velkommen til at hjælpe Wikipedia ved at udvide den. |